# Endoclita
Endoclita — род чешуекрылых насекомых из семейства тонкопрядов.

## Описание
Бабочки крупных размеров, размах крыльев более 50 мм. Передние крылья с плавной выемкой вдоль наружного края перед заострённой вершиной. На задних крыльях все три A хорошо развиты, доходят до наружного края

## Систематика
В составе рода:
- Endoclita chalybeatus (Moore, 1879)
- Endoclita excrescens (Butler, 1877)
- Endoclita gmelina Tindale, 1941
- Endoclita sinensis (Moore, 1877